# Kasernenareal (Zürich)

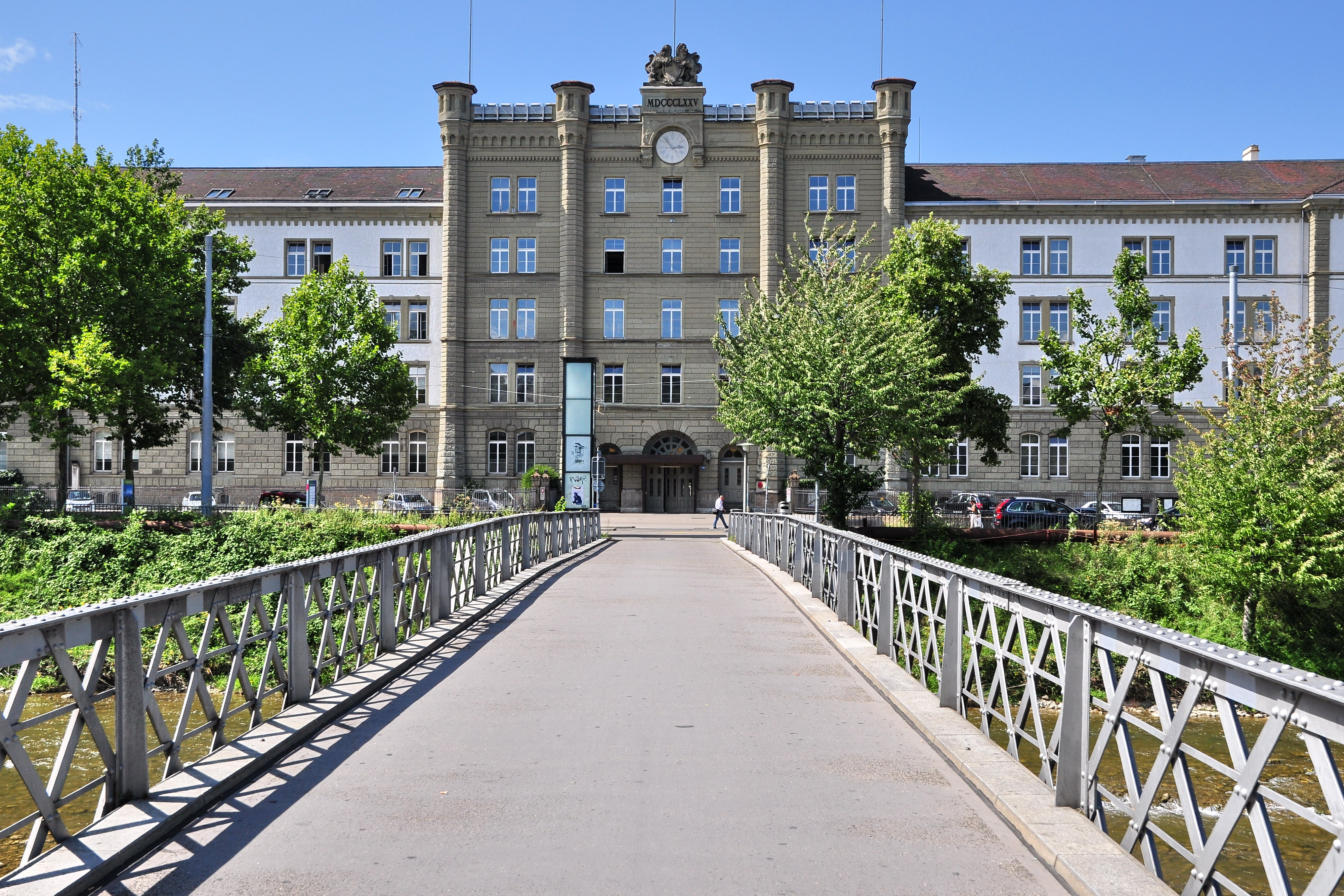
Kaserne – Blick über die Sihl zum Hauptgebäude

Das Kasernenareal Zürich ist eine ehemalige militärisch genutzte Kaserne an der Sihl in der Stadt Zürich in der Schweiz. Heute ist das Areal weitgehend öffentlich zugänglich.

## Lage
Das Kasernenareal liegt westlich angrenzend an die Altstadt und südlich des Hauptbahnhofs in Aussersihl. In der ost-westlichen Ausdehnung ist es rund 540 Meter lang. Die Kasernenwiese ist fast 200 Meter breit.
Im Osten wird das Kasernenareal begrenzt durch den Schanzengraben, im Norden von der Militärstrasse, im Süden von der Zeughausstrasse und im Westen von der Kanonengasse. Die Gessnerallee, die Sihl und an ihrem westlichen Ufer die Kasernenstrasse mit Tramgleisen queren das Gelände. Die Militärbrücke verbindet die beiden durch die Sihl getrennten Teile.

## Geschichte
In den 1860er Jahren mussten die alten Militärbauten in der Nähe des heutigen Hauptbahnhofs dem Bau der Bahnhofstrasse weichen. Als Ersatz wurden die Kasernenbauten in Aussersihl, auf dem ehemaligen Schanzengebiet erstellt. Zwischen 1864 und 1869 wurden die Stallungen zwischen Sihl und Schanzengraben sowie die Zeughäuser nach den Plänen des damaligen Staatsbauinspektors Johann Caspar Wolff erbaut. Erst 1873 bis 1876 folgte die Kaserne mit Exerzierwiese, die von Wolffs Nachfolger Johann Jakob Müller entworfen worden war. Der lang gestreckte Zeughausflügel ist mit dem aus der gleichen Zeit stammenden Arsenal in Wien vergleichbar. Die Exerzierwiese war bis zum Ersten Weltkrieg ein wichtiger städtischer Freiraum als Sport-, Fest- und Versammlungsplatz. Ab dem Ersten Weltkrieg wurde die Anlage ausschliesslich militärisch genutzt und blieb für die Zivilbevölkerung geschlossen. Die Stallungen befanden sich jenseits der Sihl auf einem schmalen Streifen zwischen Fluss und Schanzengraben.
Im Jahre 1987, nach dem Umzug des Militärs ins Reppischtal, wurden Studien über eine anderweitige öffentliche Nutzung des Kasernenareals erarbeitet.
Das Areal wurde in der Folge lange von der Kantonspolizei genutzt. Nur der Zeughaushof und die Hälfte der Exerzierwiese auf dem Areal waren frei zugänglich. Auf der anderen, eingezäunten Hälfte der Wiese wurde 1994 das provisorische Polizeigefängnis «Propog» errichtet. Nach dem Umzug der Kantonspolizei und des Gefängnisbetriebs in das neue Polizei- und Justizzentrum (PJZ) wurde der Stacheldraht in der Mitte der Kasernenwiese entfernt; das Gefängnis wurde im April und Mai 2023 abgebrochen.

## Heutige Nutzung

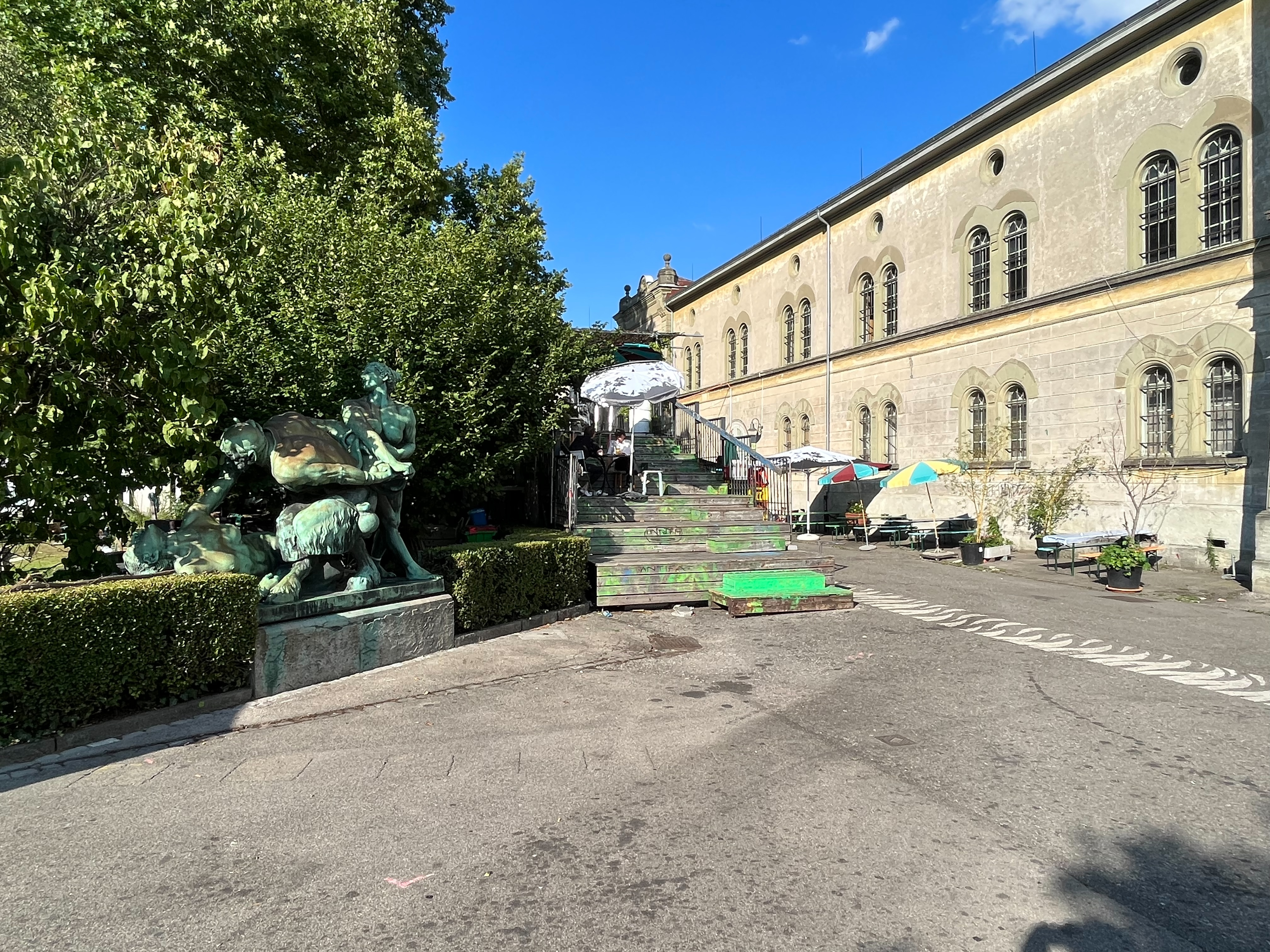
Gastronomie im Zeughaushof

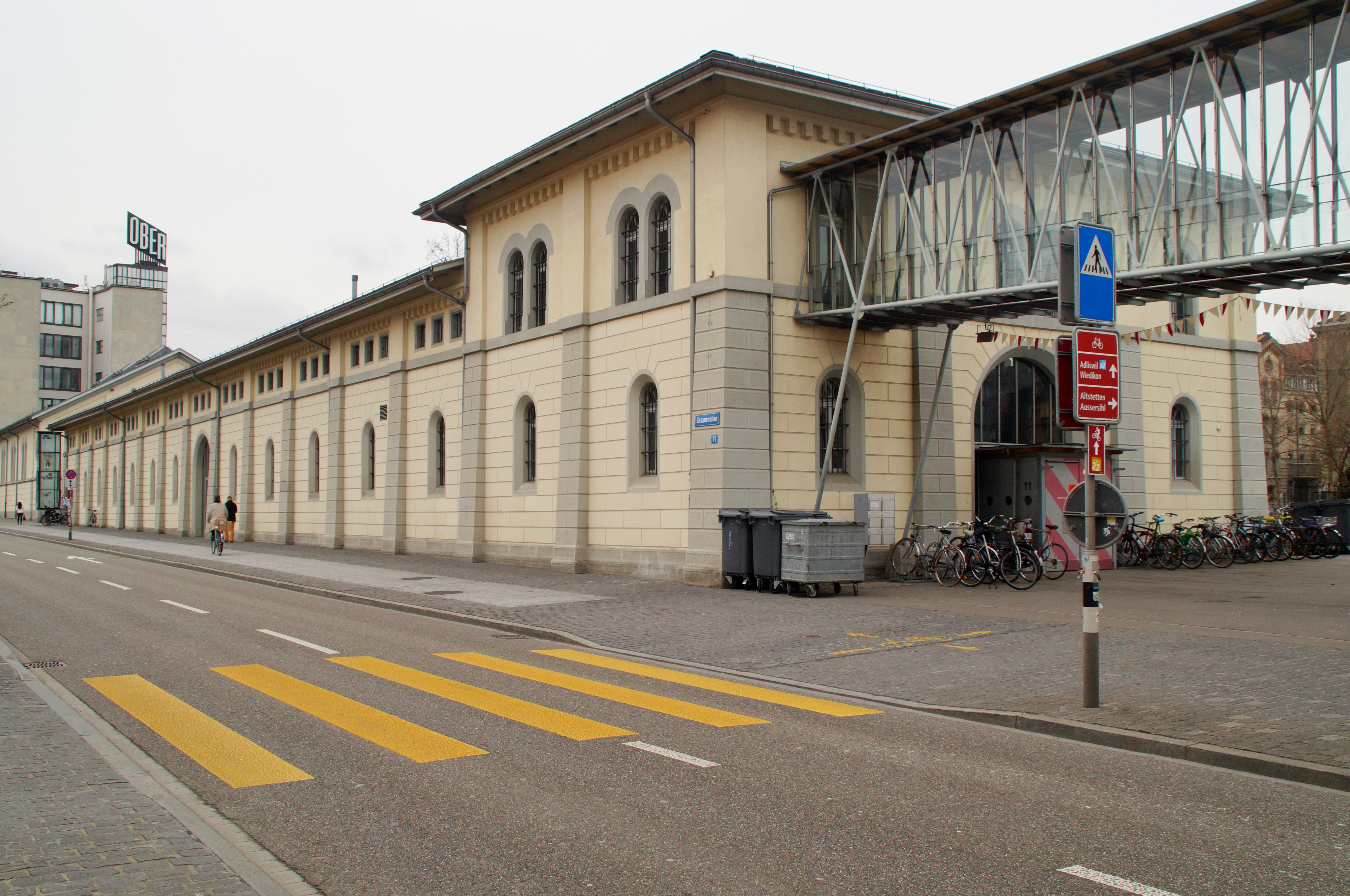
Hochschule Musik und Kunst in den Gebäuden südlich der Sihl

In den ehemaligen Stallungen und Anlagen jenseits der Sihl sind seit Ende der 1980er Jahre (teilweise später) ein Restaurant, Bars, das Theaterhaus Gessnerallee sowie das Departement Darstellende Künste und Film der Zürcher Hochschule der Künste untergebracht.
Das Zeughausareal wird seit Jahrzehnten provisorisch genutzt, insbesondere auch kulturell. Die zukünftige Nutzung ist offen.
Der Auszug der Kantonspolizei im Frühjahr 2021 ermöglichte, die ganze Kasernenwiese als Park zu nutzen. In den Räumen der Kantonspolizei soll ein Bildungszentrum für Erwachsene entstehen. Zudem ist die Nutzung des freigewordenen Areals durch soziale Einrichtungen, Gewerbe und Kultur vorgesehen.
Die Bauten des Kasernenareals gelten als Schutzobjekte kantonaler Bedeutung. Die Anlage ist Eigentum des Kantons Zürich und wird von der Stadt Zürich unterhalten.

## Zukunft

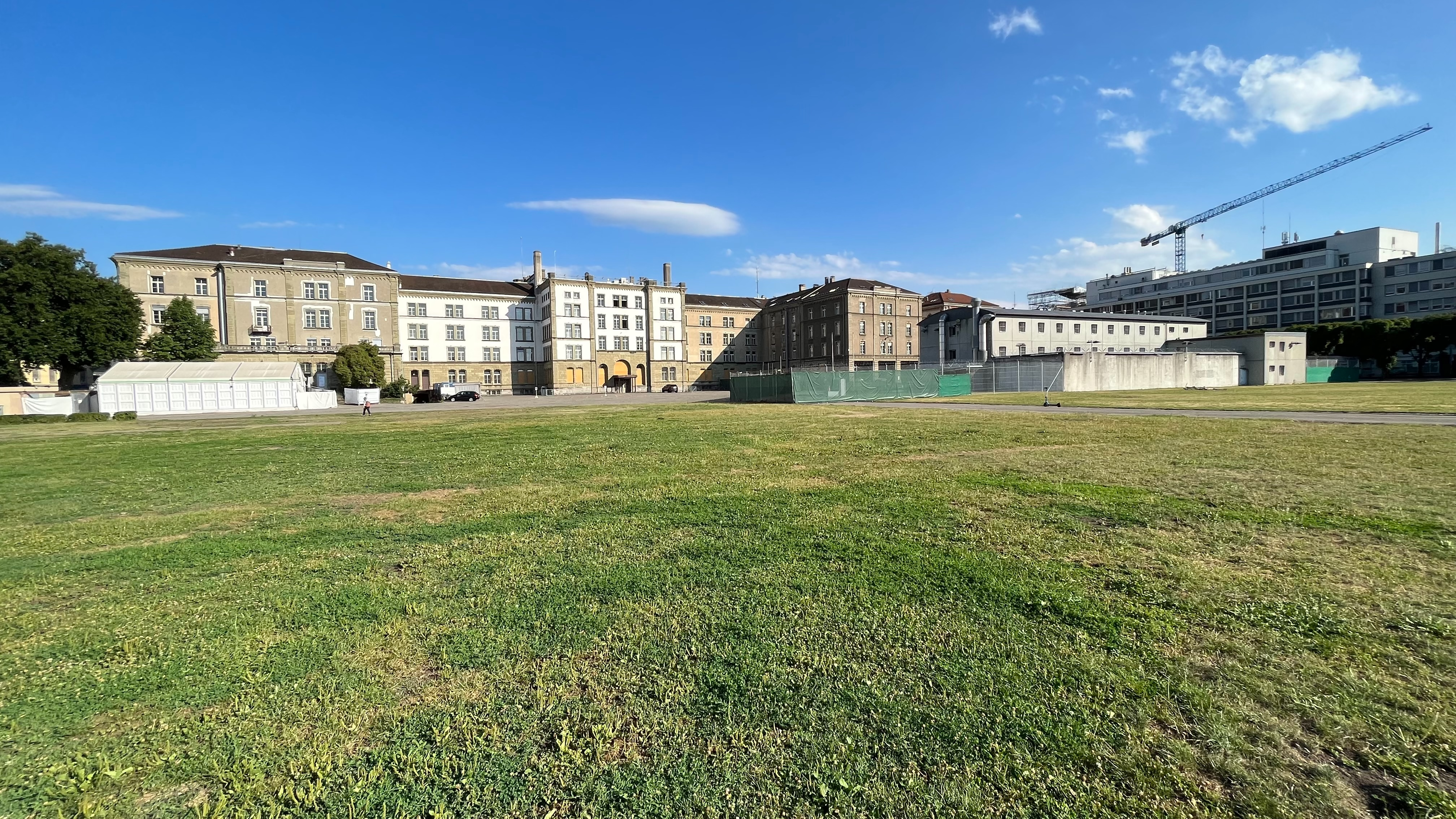
Kasernenwiese nach Entfernung des Zauns mit Gefängnis rechts

Der bauliche Zustand der Gebäude ist teilweise sehr schlecht. Stadt und Kanton Zürich planen seit Jahrzehnten umfangreiche Renovationsarbeiten und Umnutzungen. Versuche hierzu scheiterten wiederholt entweder im Parlament oder an der Urne. Im Januar 2020 stellte nun Stadt und Kanton eine neue Vorlage der Öffentlichkeit vor. Bis 2026 soll in der Alten Kaserne unter anderem ein Bildungszentrum für Erwachsene entstehen, das die Kantonale Maturitätsschule für Erwachsene und die kantonale Schule für Berufsbildung beherbergen wird. Das Erdgeschoss soll für die Bevölkerung und «publikumsorientierte Nutzungen» – Gastronomie und ein Mehrzwecksaal – geöffnet werden. Nachdem der Regierungsrat 122 Millionen Franken für die Renovation des Kasernengebäudes gesprochen hatte, genehmigte der Kantonsrat im Januar 2024 weitere 57,8 Millionen Franken für den Umbau.